# New Years Day EP
New Years Day EP es el EP debut del grupo de Anaheim, California, New Years Day, lanzado en 2006 por el sello discográfico TVT Records. 
Originalmente fue conocido como Razor EP, que era principalmente una versión digital disponible a través de los servicios de descarga como iTunes, aunque una versión en CD estaba también disponible en las actuaciones en vivo de la banda. Contiene tres canciones del álbum debut de la banda, My Dear, así como dos canciones de las mismas sesiones. El video musical debut de la banda para el primer sencillo "I Was Right" ganó un premio MTVU como "Mejor Artista Nuevo" en las encuestas y se añadió a la lista del canal.

## Lista de canciones
| N.º | Título        | Duración |  |
| 1.  | «I Was Right» | 3:01     |  |
| 2.  | «So Long»     | 3:11     |  |
| 3.  | «Razor»       | 2:49     |  |
| 4.  | «Who We Are»  | 3:21     |  |
| 5.  | «Away»        | 3:55     |  |

## Miembros
- Ashley Costello - cantante
- Keith Drover - guitarra, teclados, vocalista secundario
- Mike Schoolden - guitarra, vocalista secundario
- Adam Lohrbach - bajo, vocalista secundario
- Russell Dixon - batería